# Felmer
Felmer – wieś w Rumunii, w okręgu Braszów, w gminie Șoarș. W 2011 roku liczyła 442 mieszkańców.